# Sin lugar fijo de trabajo
La expresión sin lugar fijo de trabajo (o SLFT), expresión análoga a « sin domicilio fijo » o « sin domicilio establecido » o SDF, se refiere a personas nómadas en lo profesional, quienes se caracterizan por la ausencia de un domicilio establecido en relación con su actividad laboral, y en algunos casos al menos sin un escritorio de trabajo bien establecido o lugar de trabajo bien definido.
Esta práctica se distingue por las siguientes características :
- Los SLFT trabajan (o procuran algún tipo de ingreso) donde ellos se encuentren, y con alguna frecuencia sólo cuando tienen verdadera necesidad económica; en todos los casos de este tipo, puede decirse que sus respectivas movilidades laborales son muy altas.[2]

- En muchos casos, el propio "espacio público" es el lugar donde ellos se desempeñan laboralmente. Esta movilidad especial les señala como nómades globales, y en no pocos casos y en los niveles más altos, son grandes consumidores de tecnología, aunque en los niveles más bajos, abarcan el trabajo informal y precario (vendedores ambulantes, cartoneros o recicladores, cuidacoches, limpiavidrios, malabaristas callejeros, músicos callejeros, artistas callejeros, trabajadores sexuales, etc).

- En las empresas grandes o medianas, esto en muchos casos se caracteriza por el llamado «free seating» o «desk sharing»[3] o «hot desking» (mesas calientes),[4] donde hay o suele haber menos oficinas y menos escritorios de trabajo que empleados. De esta forma, una buena parte de los escritorios de trabajo o lugares de trabajo no es atribuida de una manera fija sino que es compartida por varias personas según las necesidades, y por cierto, estas plazas son utilizadas generalmente por los llamados empleados móviles.[5] Esta moda de funcionamiento con frecuencia está ligada al teletrabajo.[6]

En relación con el trabajo sin lugar fijo, es importante estar atentos al mercado de las tecnologías de la comunicación, que nos facilitan el trabajo y en especial el trabajo a distancia; en este aspecto, uno de los conceptos-clave es el de “Cloud” o “Nube”, lo que permite mejorar y optimizar la movilidad, tanto en relación con la geográfica, como en lo que concierne a personas, datos, y digitalización de datos, para así poder implementar nuevas formas de trabajo, y optimizar recursos dentro de las empresas.

## Población concernida
El perfil de los trabajadores sin escritorio bien individualizado es muy vasto, y puede concernir una gran variedad de profesiones y ocupaciones de distintos niveles socioeconómicos, tales como por ejemplo artesanos, médicos, ingenieros, asesores, negociantes, vendedores, visitadores médicos, trabajadores informales, etc. Estos casos están particularmente presentes en las pymes.
Los lugares alternativos desde los que se trabaja pueden ser variados. En muchos casos es la propia casa u oficina de los clientes, pero también pueden usarse cafés wifi, espacios de co-working, salones o recepciones de hoteles, centros de negocios o de teletrabajo, ferias o congresos, etc.
Estos "tiers lieux" (como también se les llama en francés) son utilizados con cierta frecuencia por trabajadores independientes, jóvenes emprendedores, estudiantes o asalariados en viaje de trabajo o de turismo, etc. Nuevos lugares para nuevas formas de acción redefinen nuevas formas de trabajo, especialmente entre los jóvenes, quienes en muchos casos quieren encontrar o ensayar equilibrios más justos y menos absorbentes entre vida familiar, vida social, capacitación laboral, y vida profesional-laboral productiva.

## Divorcio hogar/trabajo
En buena parte del siglo XX y por cierto también en épocas anteriores, se daba cierto divorcio entre el hogar y el lugar de trabajo (fábrica, oficina, centro de enseñanza, centro de compras, etc), lo que obviamente repercutía en cierto divorcio entre vida familiar y vida laboral; incluso también se solía dar una separación bastante tajante entre las actividades en el hogar, las actividades deportivas, las actividades culturales o de esparcimiento, y los típicos intercambios sociales, ya que era muy habitual concurrir a centros especializados o lugares específicos fuera del hogar, tanto para desarrollar deportes, como para disfrutar de un espectáculo, como para tener encuentros sociales, etc. Hoy día ciertamente las cosas se están desdibujando, pues cada vez más el hogar alberga actividades típicas de otros ámbitos, e incluso algo similar pasa también en los lugares de trabajo. A todo esto ha contribuido el desarrollo de las comunicaciones y de las nuevas tecnologías, las innovaciones en los medios de transporte y en las formas de distribución, la conectividad, la tendencia a la descentralización en las empresas, el propio ordenamiento territorial, etc.
Antes los desplazamientos entre los hogares y los lugares para realizar otras actividades eran considerados una pérdida de tiempo y una incomodidad, pero hoy día cada vez más incluso se aprovechan estos minutos o estas horas, para conocer las últimas novedades planteadas en la empresa, o para coordinar una entrevista, o para enterarse de algunas noticias de actualidad, o para dar órdenes a subordinados, etc, cristalizando así mejoras en la calidad de vida, con mejoras en los rendimientos, e incluso con un mayor respeto con el medio ambiente.
Bruno Marzloff, sociólogo y prospectivista francés, ha afirmado en su obra titulada "Sans bureau fixe: Transitions du travail, transitions des mobilités" (colección 'Stimulo', ediciones de ISG y FYP), que está cerca el fin de la localización única de trabajo en una empresa o en una oficina, pues los procesos de descentralización cada vez se imponen con más fuerza, permitiendo tanto el trabajo en el propio domicilio como en lugares alternativos o de paso (léase: centros de negocios, centros de trabajos cooperativos, co-working, etc), lo que permite muy fructíferos intercambios de todo tipo con profesionales y asesores con perfiles muy diversos.
El recién citado autor también ha resaltado en su libro, el uso creciente que actualmente se hace de las nuevas tecnologías de la información y de la comunicación, lo que ha provocado cambios profundos en las formas corrientes de actuación humana, trayendo consigo una mayor "porosidad" entre las esferas profesional, personal, y familiar. A la inversa de lo que opinan muchos analistas, Bruno Marzloff piensa que el desarrollo de lo digital, en muchos casos también irá de la mano con intercambios y encuentros cara a cara, junto a la profundización del e-comercio, el e-learning, la consulta y diagnóstico médico a distancia, etc. 
En opinión de Marzloff, las formas estatutarias del trabajo deberán ser modificadas, librándose de restricciones heredadas de la revolución industrial, para desarrollar e imponer nuevos modos de organización. El trabajador de mañana será "híper-ágil" e "híper-creativo", desarrollando nuevas y originales formas de actuación, que dejarán atrás el rígido modelo "trabajo, medio de transporte, descanso" del siglo XX. (Marzloff familiarmente expresa el título de este modelo por "boulot, métro, dodo", o sea, "laburo, metro, camastro"). Para Marzloff, esta evolución es imparable, y una orden a la creatividad y la innovación.